# Aleksandar Stevanović
Aleksandar Stevanović (Essen, 16 febbraio 1992) è un ex calciatore tedesco, di ruolo centrocampista.

## Carriera
Fratello minore di Predrag Stevanović, ha giocato 6 partite in Bundesliga con il Werder Brema.